# Kanton Fronsac
Fronsac is een voormalig kanton van het Franse departement Gironde. Het kanton maakte deel uit van het arrondissement Libourne. Het kanton werd opgeheven bij decreet van 20 februari 2014, met uitwerking op 22 maart 2015.

## Gemeenten
Het kanton Fronsac omvatte de volgende gemeenten:
- Asques
- Cadillac-en-Fronsadais
- Fronsac (hoofdplaats)
- Galgon
- La Lande-de-Fronsac
- Lugon-et-l'Île-du-Carnay
- Mouillac
- Périssac
- La Rivière
- Saillans
- Saint-Aignan
- Saint-Genès-de-Fronsac
- Saint-Germain-de-la-Rivière
- Saint-Michel-de-Fronsac
- Saint-Romain-la-Virvée
- Tarnès
- Vérac
- Villegouge